# قاذفة SMAW
قاذفة SMAW (بالإنجليزية: Shoulder-launched Multipurpose Assault Weapon)‏ بمعنى قاذفة محمولة على الكتف متعددة الأغراض، وهي تشبة القاذفة الإسرائيلية (b-300)
بدأ استخدامها في الجيش الأمريكي سنة 1984. ويبلغ أقصى مدى لها 500 متر ضد هدف بحجم دبابة.
تستخدم كذلك لاستهداف التحصينات والمباني وتستخدم في العراق وأفغانستان لهذا الغرض

## معرض صور

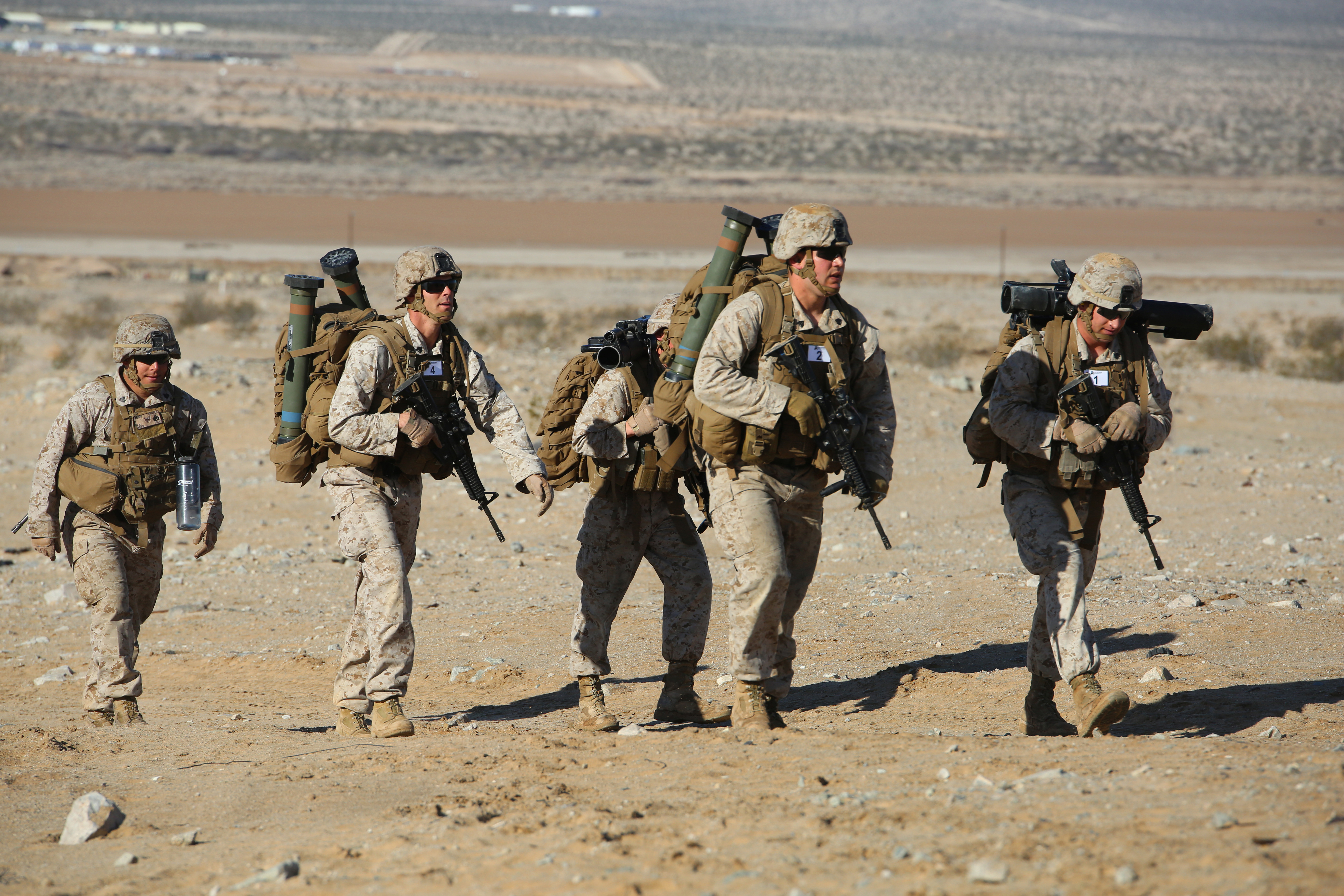
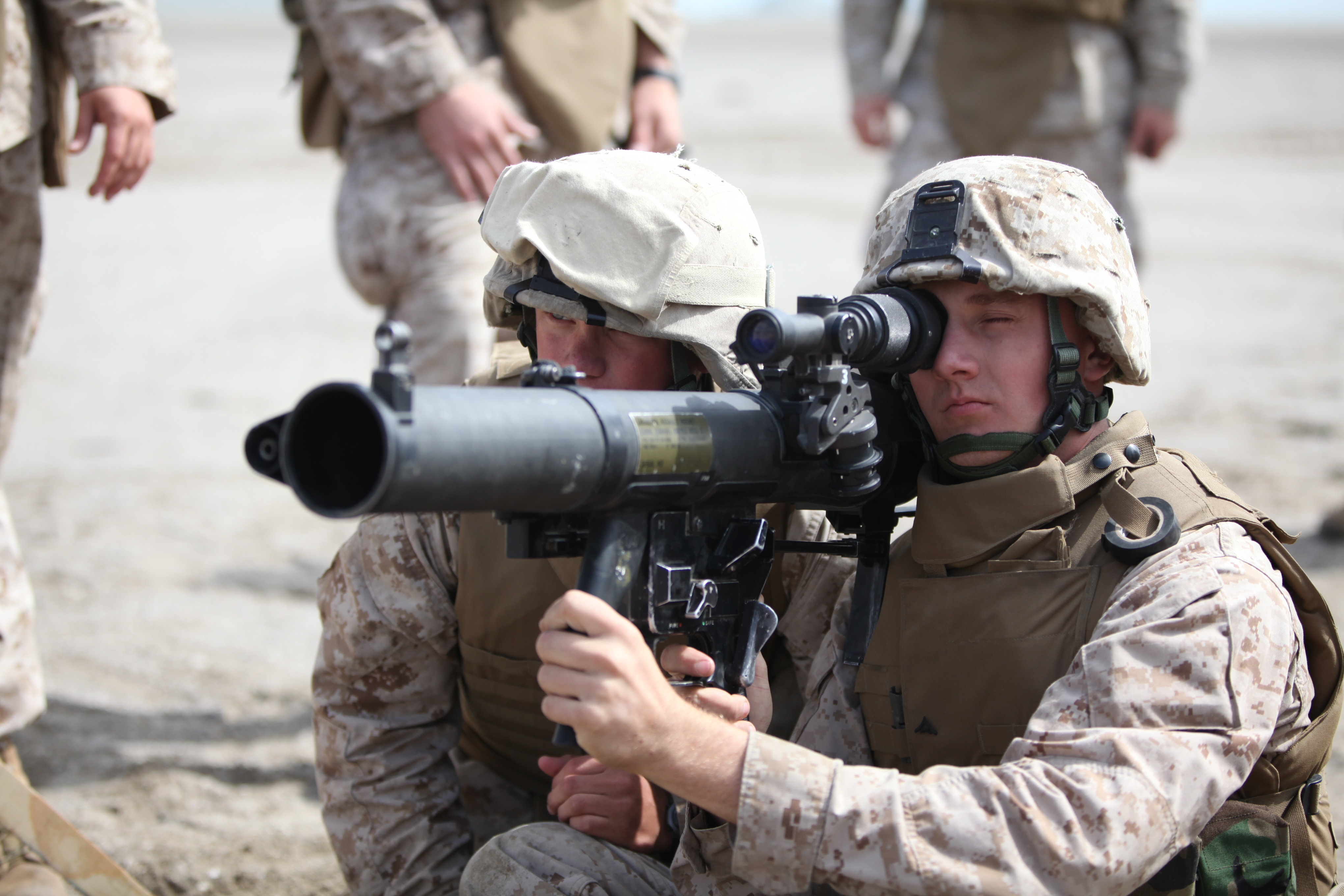
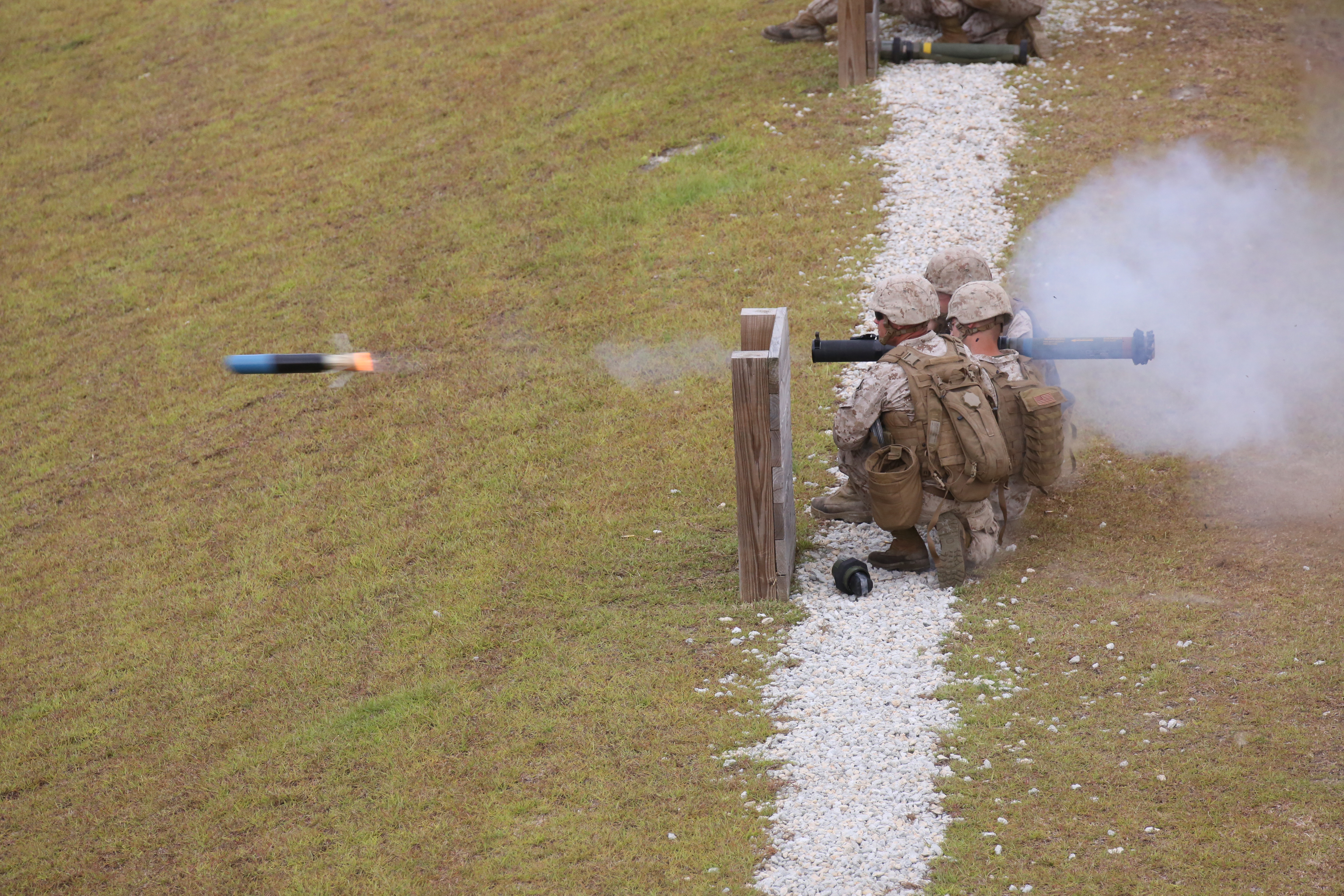